# GD-ROM

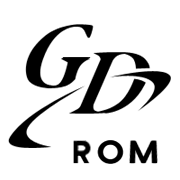

GD-ROM(Giga Disk Read-Only Memory)은 세가와 야마하가 개발한 광 디스크 포맷으로 약 1 GB의 용량을 가지고 있다. 일반 시디롬과 같은 크기의 디스크를 사용하며 세가의 드림캐스트와 같은 아키텍처의 아케이드 게임 기판인 나오미, 나오미 2를 비롯하여 치히로와 트라이포스에도 사용되었다.

## 세부 사항
GD-ROM 디스크는 저밀도와 고밀도의 2개 세션으로 이루어져 있다.
- 첫 번째 세션인 디스크 안 쪽의 저밀도 세션은 일반 시디롬 포맷(ISO 9660)으로 게임의 ID와 제조사 정보, 저작권등이 담긴 텍스트 파일과 일반 시디 플레이어에서 재생하지 않도록 안내하는 오디오 트랙이 저장되어 있다. 또 몇몇 게임 디스크는 PC 사용자를 위한 보너스 요소를 넣기도 하는데 소닉 어드벤처에 들어 있는 이미지 파일이 그 예이다. 저밀도 세션은 4분으로 35 MB의 용량이다.
- 두 번째 세션은 안쪽에는 첫 번째 세션과의 버퍼 역할을 하는 Produced by or under license from SEGA Enterprises LTD Trademark SEGA 문자가 적힌 트랙이 있으며 그 바깥 트랙이 게임 데이터가 수록되는 고밀도 영역으로 고밀도 트랙은 112분, 984MB의 용량을 가진다. 세가 드림캐스트의 경우 일반 시디롬의 데이터가 안쪽부터 기록된 것에 비해 로딩 속도의 극대화를 위해 디스크 바깥쪽부터 데이터가 기록되어 있으며 남은 공간은 더미 데이터인 0으로 채워져 있다.

고밀도 영역의 데이터는 일반 시디롬에서는 읽을 수 없지만 일부 시디 리더기의 경우 개조한 펌웨어를 사용하거나 일반 시디 디스크로 고밀도 영역의 TOC(table of contents)를 인식시킨 후 GD-ROM 디스크로 바꾸어 읽는 스왑 트릭을 사용하기도 하는데 가장 대중적인 방법은 드림캐스트로 GD-ROM 데이터를 읽어서 코더 케이블(Coder's Cable)이나 드림캐스트 브로드밴드 어댑터로 PC에 전송하는 것이다.

## 같이 보기
- DDCD
- MIL-CD
- 유니버설 미디어 디스크